# Flers (Pas-de-Calais)
Flers é uma comuna francesa na região administrativa de Altos da França, no departamento de Pas-de-Calais. Estende-se por uma área de 5,5 km². Em 2010 a comuna tinha 229 habitantes (densidade: 41,6 hab./km²).